# Bungo (Uíge)
Bungo é uma cidade e município da província do Uíge, em Angola.
O município tem 2 156 km² e cerca de 44 mil habitantes. É limitado a norte pelos municípios de Mabanza Sosso e Sanza Pombo, a leste pelo município de Sanza Pombo, a sul pelo municípios de Puri e Negage, e a oeste pelos municípios de Uíge, Songo e Mucaba.
O município é constituído apenas pela comuna-sede, correspondente à cidade de Bungo.
Foi fundada no dia 6 de agosto de 1916.
A economia do Bungo é de base agrícola camponesa, focada nas culturas de lavoura temporária da mandioca, ginguba, batata-doce, batata rena, hortícolas, inhame e milho, e nas lavouras permanentes de café e banana. O município possui também atividade pecuária para corte e leite e criação de galináceas para carnes e ovos.